# Erwin Sánchez
Erwin Sánchez Freking (Santa Cruz de la Sierra, 19 ottobre 1969) è un allenatore di calcio ed ex calciatore boliviano, di ruolo trequartista.

## Biografia
Anche suo figlio Erwin Junior Sánchez è un calciatore.

## Carriera

### Club
Cresciuto calcisticamente nella nota Accademia Tahuichi (accademia calcistica che in quel periodo formò calciatori come Etcheverry, Moreno, Peña e Cristaldo) fin da giovanissimo ebbe modo di dimostrare le sue qualità con i professionisti del Club Destroyers, dove era compagno di Etcheverry. Passato nel 1989 alla forte squadra Club Bolívar, in quella stagione si mise particolarmente in mostra nella Coppa Libertadores, dove realizzò tre reti.
Nel 1990 a 21 anni avvenne il grande salto nel calcio europeo, quando i portoghesi del Benfica lo ingaggiarono per una cifra di circa 200.000€.
Nella prima stagione giocò a sprazzi, e per favorire la sua maturazione la stagione successiva venne mandato in prestito all'Estoril.
Una volta diventato un fattore nelle partite del campionato portoghese Sánchez passò altre 11 stagioni in Portogallo alternandosi tra due delle più forti società portoghesi del tempo, ovvero Benfica e Boavista.
Nonostante il Benfica sia storicamente una società più blasonata rispetto al Boavista, Sánchez si prese le maggiori soddisfazioni con quest'ultima squadra, vincendo la Supercoppa di Portogallo nel 1997 ed addirittura il campionato nella stagione 2000-2001; proprio nel Boavista terminò la carriera, nell'anno 2003.

### Nazionale
Nella propria nazionale è probabilmente la stella che più ha brillato negli anni '90, risultando determinante nelle qualificazioni al Mondiali del 1994, dove segnò un gol al 67' (l'unico finora messo a segno dalla Nazionale boliviana in una fase finale di un Mondiale) accorciando lo svantaggio con la Spagna e nel secondo posto ottenuto con la Copa América del 1997, giocatasi proprio in Bolivia, dove Sánchez fu il miglior realizzatore della propria nazionale con 3 reti.

### Allenatore
Nella stagione 2003-2004 guidò come allenatore la squadra alla quale rimase affezionato, il Boavista, ma la sua avventura non durò molto.
Dal 2006 al 2009 è stato il commissario tecnico della Bolivia, venendo licenziato dopo aver fallito la qualificazione al Mondiale.

## Palmarès

### Club

#### Competizioni nazionali
- Campionato portoghese: 2

Benfica: 1990-1991
Boavista: 2000-2001
- Coppa di Portogallo: 1

Boavista: 1996-1997
- Supercoppa di Portogallo: 2

Boavista: 1992, 1997